# Charles Mountford
Charles Pearcy Mountford (* 8. Mai 1890 in Hallett, South Australia, Australien; † 16. Dezember 1976 in Norwood, ebenda) war ein ausgebildeter  Fernmeldemonteur, der sich zu einem Anthropologen, Ethnologen, Fotografen und Filmemacher entwickelte.

## Frühe Jahre
Er war der Sohn von Charles Mountford, einem Farmer, und seiner Frau Arabella, geborene Windsor. Zur Schule ging er in Hallett, Georgetown und Moonta. 1907 zog er mit seiner Familie nach Adelaide und war dort ab 1909 als Straßenbahnschaffner beschäftigt. In Fernkursen bildete sich Mountford an der South Australian School of Mines and Industries zum Fernmeldemonteur fort. 1903 wurde er vom australischen Postministerium angestellt.
Am 18. März 1914 heiratete er Florence Julge, die 1925 starb. Mit ihr hatte er zwei gemeinsame Kinder. 1933 heiratete er Bessie Ilma Johnstone.

## Weg zum Wissenschaftler
1920 wurde Mountford ins Postbüro nach Darwin versetzt, wo er sich für die Regionalgeschichte interessierte. Nachdem er nach Adelaide zurückkam, befasste er sich mit den Felszeichnungen der Aborigines in der Nähe der Peterborough Farm. 1926 publizierte er gemeinsam mit Norman Tindale einen Artikel darüber. Mountford und sein Vater waren 1936 Gründungsmitglieder der Anthropological Society of South Australia.
Mountford dokumentierte prähistorische Felszeichnungen bei der Panaramitee Station, nach denen der Panaramitee-Stil benannt ist, und im Mount Chambers Gorge. 1935 wurde er zum Sekretär beim Vorstand der Inquiry to investigate allegations of ill-treatment of Aborigines in the Northern Territory in Hermannsburg und am Ayers Rock bestimmt. Eine Expedition mit Norman Tindale führte ihn in die Warburton Range in Western Australia. In den Jahren 1937 bis 1939 reiste er mehrmals zur Nepabunna-Missionsstation in die Flinders Ranges in South Australia, wo er Fotoaufnahmen machte und Berichte über das Leben und die Kultur der Aborigines der Adnyamathanha verfasste. Er war an einer Expedition beteiligt, die erfolglos nach den menschlichen Resten des verschollenen Entdeckungsreisenden Ludwig Leichhardt suchte. Später arbeitete er zwei Jahre lang am South Australian Museum, wo er wissenschaftliche Artikel veröffentlichte. Neben dieser Tätigkeit untersuchte er Korrosionsefekte an Erdkabeln im Auftrag des Postministeriums. Diese Tätigkeit kündigte er 1938, um als Ethnologe am South Australian Museum zu arbeiten.
1940 führte er mit einer kleinen Mannschaft eine vier Monate dauernde Expedition nach Zentralaustralien nach Ernabella in den östlichen Musgrave Ranges an, darunter seine Frau, um die Kunst der Aborigines der Pitjantjatjara und Yankuntjatjara zu studieren. Die Expedition führte ihn bis in das Gebiet des Mount Conner. Sein Forschungsinteresse galt der Kunst und Mythologie am Ayers Rock an den Olgas. 1942 dokumentierte er mythologische Stätten der Aborigines in den MacDonnell Ranges. Diese Reise kommt in seinem Film Tjurunga vor. Er drehte auch den Film Namatjira the Painter und weitere Filme.
1945 und 1946 war Mountford auf Vortragsreisen in den USA, wo er über die Kunst der Aborigines referierte. 1948 begleitete er im Auftrag der National Geographic Society die amerikanisch-australische Arnhem Land Expedition ins Arnhem Land im Northern Territory. Weitere Expeditionen führten ihn auch 1949 ins Arnhem Land, 1951 nach Yuendumu im Northern Territory und 1954 zu den Melville Islands.
In den 1950er und 1960er Jahren publizierte Charles Mountford mehrere Bücher und Fotografien. 1973 übergab er der State Library of South Australia Manuskripte und eine Sammlung von 13.000 Fotografien.

## Ehrungen
Charles Mountford erhielt 1945 die Australian Natural History Medallion, 1949 den Franklin L. Burr Award und 1955 die John Lewis Gold Medal sowie die Thomson Gold Medal. 1971 wurde er mit der Verco Medal der Royal Society of South Australia ausgezeichnet. Für seine Leistungen verlieh ihm im Jahr 1973 die Universität Melbourne und 1976 die Universität Adelaide den Titel Doctor honoris causa.
Zu seinen Lebzeiten führte die State Library of South Australia im Jahr 1970 eine Ausstellung über sein Lebenswerk durch.

## Werke
- The Art of Albert Namatjira (1944)
- Brown Men and Red Sand (1948)
- Australian tree portraits (1956)
- Records of the American-Australian Scientific Expedition to Arnhem Land, Vol. 1: Art, Myth and Symbolism. Melbourne: Melbourne University Press. (1956)
- Records of the American-Australian Scientific Expedition to Arnhem Land, Vol. 2: Anthropology and Nutrition. Melbourne: Melbourne University Press. (1960)
- Records of the American-Australian Scientific Expedition to Arnhem Land, Vol. 3: Botany and Plant Ecology. Melbourne: Melbourne University Press. Herausgegeben mit R. Specht
- The Tiwi: their art, myth and ceremony (1958)
- Ayers Rock, its people, their beliefs and their art (1965) (Arbeit zur Erlangung des Masters, die er auch als Taschenbuch veröffentlichte)
- The Dreamtime (1965), The Dawn of Time (1969) und The First Sunrise (1971) (gemeinsame Veröffentlichung mit dem Künstler Ainslie Roberts)
- Winbaraku : and the myth of Jarapiri (1967)
- Australian Aboriginal portraits (1967)
- The Aborigines and their country (1969)
- Nomads of the Australian Desert (1976)